# Normalización (Checoslovaquia)

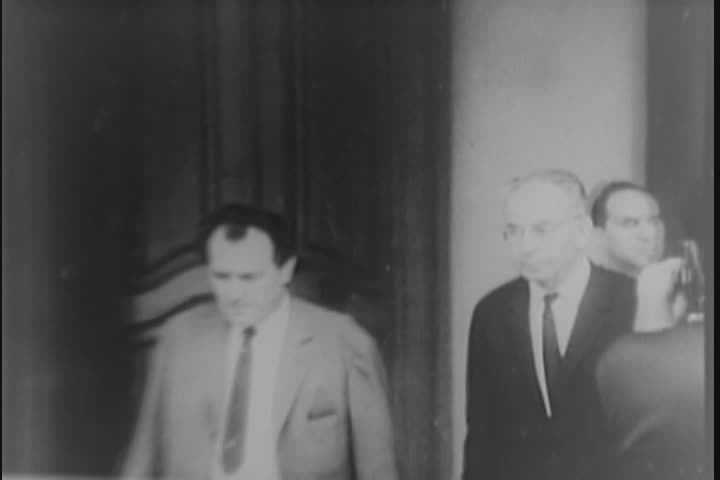
Bilak y Husak.

En la historia de Checoslovaquia, la normalización (en checo: normalizace, en eslovaco: normalizácia) es un nombre comúnmente dado al período posterior a la invasión de Checoslovaquia por el Pacto de Varsovia en agosto de 1968 y hasta la era glasnost de liberalización que comenzó en la Unión Soviética y sus naciones vecinas en 1987. Se caracterizó por la restauración de las condiciones prevalecientes antes del período de reforma de la Primavera de Praga dirigido por el primer secretario del Partido Comunista de Checoslovaquia (KSČ, por sus siglas en checo y eslovaco), Alexander Dubček, a principios de 1968 y la subsiguiente preservación del nuevo statu quo. Algunos historiadores datan el período desde la firma del Protocolo de Moscú por Dubček y los otros líderes checoslovacos encarcelados el 26 de agosto de 1968, mientras que otros lo fechan desde el reemplazo de Dubček por Gustáv Husák el 17 de abril de 1969, seguido por el funcionario políticas de normalización denominadas husakismo. La política terminó con la destitución de Husák como líder del partido el 17 de diciembre de 1987, o con el comienzo de la Revolución de Terciopelo el 17 de noviembre de 1989, que vería la renuncia de toda la dirección del Partido Comunista en una semana y el fin de Gobierno comunista en Checoslovaquia.

## Origen del nombre
El término normalización proviene del Protocolo de Moscú, declarando la rendición de facto y estableciendo un régimen de ocupación. El folleto Enzeñanzas del desarrollo de la crisis oscurece y cambia el nombre del concepto de normalización de la siguiente manera: "En este documento, los representantes checoslovacos expresaron su determinación de lograr la normalización de las condiciones en nuestro país sobre la base del marxismo-leninismo, restaurar el papel principal del partido y la autoridad del poder estatal de la clase obrera, excluir a las organizaciones contrarrevolucionarias de la vida política y fortalecer las alianzas internacionales de Checoslovaquia con la Unión Soviética y otros aliados socialistas. (…) La parte checoslovaca participó activamente en los resultados positivos generales de las negociaciones de Moscú, sus integrantes eran L. Svoboda, G. Husák, V. Biľak y otros políticos que ocupan una clara posición internacionalista."

## 1969–1971 (Eliminación de las reformas)
El 16 de octubre de 1968, se firmó un tratado "sobre la permanencia temporal de las tropas soviéticas", que permitía la presencia del ejército soviético en Checoslovaquia. Luego la Asamblea Nacional aprobó el tratado. 228 diputados votaron a favor, 10 se abstuvieron y solo 4 se opusieron: František Kriegel, František Vodsloň, Gertruda Sekaninová-Čakrtová y Božena Fuková. El ejército de la URSS abandonó Checoslovaquia sólo después del fin del régimen comunista, los últimos soldados soviéticos se marcharon en 1991; a finales de la década de 1980, había 73.500 soldados soviéticos estacionados en más de 80 guarniciones en la República Socialista Checoslovaca.
Cuando Husák reemplazó a Dubček como líder del KSČ en abril de 1969, su régimen actuó rápidamente para "normalizar" la situación política del país. Los principales objetivos de la normalización de Husák fueron la restauración de un gobierno firme del partido y el restablecimiento del estatus de Checoslovaquia como miembro comprometido del bloque socialista. El proceso de normalización involucró cinco pasos interrelacionados:
consolidar el liderazgo de Husák y remover a los reformadores de las posiciones de liderazgo;
revocar o modificar las leyes promulgadas por el movimiento de reforma;
restablecer el control centralizado sobre la economía;
restablecer el poder de las autoridades policiales; y
ampliar los lazos de Checoslovaquia con otras naciones socialistas.
Una semana después de asumir el poder, Husák comenzó a consolidar su liderazgo al ordenar extensas purgas de reformistas que aún ocupaban puestos clave en los medios de comunicación, el poder judicial, las organizaciones sociales y de masas, los órganos inferiores del partido y, finalmente, los niveles más altos del KSČ. En el otoño de 1969, veintinueve liberales del Comité Central del KSČ fueron reemplazados por conservadores. Entre los liberales expulsados estaba Dubček, que también fue expulsado del Presidium (al año siguiente, Dubček fue expulsado del partido; posteriormente se convirtió en funcionario menor en Eslovaquia, donde todavía vivía en 1987). Husák también consolidó su liderazgo al nombrar rivales potenciales para los nuevos cargos gubernamentales creados como resultado de la Ley Constitucional de la Federación Checoslovaca de 1968 (que creó la República Socialista Checa y la República Socialista Eslovaca).
Una vez que hubo consolidado el poder, el régimen se movió rápidamente para implementar otras políticas de normalización. En los dos años posteriores a la invasión, el nuevo liderazgo revocó algunas leyes reformistas (como la Ley del Frente Nacional y la Ley de Prensa) y simplemente no hizo cumplir otras. Devolvió las empresas económicas, a las que se les había dado una independencia sustancial durante la Primavera de Praga, al control centralizado a través de contratos basados en cuotas de producción y planificación central. Se restableció el control policial extremo, un paso que se reflejó en el duro trato a los manifestantes con motivo del primer aniversario de la invasión de agosto.
Finalmente, Husák estabilizó las relaciones de Checoslovaquia con sus aliados organizando frecuentes intercambios y visitas dentro del bloque y redirigiendo los lazos económicos exteriores de Checoslovaquia hacia una mayor participación con las naciones socialistas.
En mayo de 1971, Husák pudo informar a los delegados que asistían al XIV Congreso del partido oficialmente sancionado que el proceso de normalización se había completado satisfactoriamente y que Checoslovaquia estaba lista para avanzar hacia formas superiores de socialismo.

## 1971–1987 (Preservando elstatu quo)
El método por el cual gobernó el KSČ bajo Husák se resumió comúnmente como "terror reacio". Implicaba una cuidadosa adhesión a los objetivos políticos de la Unión Soviética y el uso de lo que se percibía como la cantidad mínima de represión interna necesaria para cumplir estos objetivos y evitar un regreso al reformismo al estilo de Dubček. El resultado fue un régimen que, si bien no representaba un retorno total al estalinismo, tampoco estaba lejos de ser liberal.
La membresía del Presidium de la KSČ cambió muy poco después de 1971. El XVI Congreso del partido en 1981 reeligió a los miembros titulares del Presidium y el Secretariado y elevó a un miembro candidato, Miloš Jakeš, a miembro de pleno derecho del Presidium. El XVII Congreso del partido en 1986 retuvo la Secretaría y el Presidium en ejercicio y agregó tres nuevos miembros candidatos al Presidium. En marzo de 1987, Josef Korčák se retiró del Presidium y fue reemplazado por Ladislav Adamec. Al mismo tiempo, Hoffman, miembro del Presidium, también fue nombrado secretario del Comité Central. En diciembre de 1987, Husák se vio obligado a retirarse y Jakeš se convirtió en secretario general del KSČ.
El control popular durante esta era de ortodoxia se mantuvo a través de varios medios. Los repetidos arrestos y encarcelamientos de personas que se oponían al régimen, como miembros de Carta 77 y activistas religiosos, continuaron durante los años setenta y ochenta. También prevalecieron controles menos coercitivos, como el castigo mediante la pérdida del trabajo, la degradación, la denegación de empleo, la denegación de oportunidades educativas, las restricciones de vivienda y la negativa a conceder solicitudes de viaje. El nivel de represión aumentó a lo largo de los años a medida que Husák se volvió más conservador, y en el ámbito cultural a veces se acercó a los niveles observados en la Alemania Oriental de Erich Honecker e incluso en la Rumania de Nicolae Ceauşescu.
Otro medio por el cual el régimen de Husák mantuvo el control fue ofrecer ganancias considerables al consumidor como sustituto de la pérdida de libertad personal. Las políticas gubernamentales de la primera mitad de la década de 1970 dieron como resultado un alto crecimiento económico y grandes aumentos en el consumo personal. La disponibilidad generalizada de bienes materiales aplacó a la población en general y promovió la aceptación general de los estrictos controles políticos de Husák. Sin embargo, a fines de la década de 1970, la economía de Checoslovaquia comenzó a estancarse y disminuyó la capacidad del régimen para apaciguar a la población proporcionando beneficios materiales.
Aunque el régimen de Husák logró preservar el statu quo en Checoslovaquia durante casi dos décadas, la década de 1980 trajo consigo presiones internas y externas para la reforma. A nivel nacional, el desempeño económico deficiente obstaculizó la capacidad del gobierno para producir los bienes necesarios para satisfacer las demandas de los consumidores. La presión por el cambio político continuó por parte de activistas que representan, por ejemplo, a la Iglesia católica y al movimiento Carta 77. Externamente, Checoslovaquia luchó por encontrar una respuesta adecuada a los cambios introducidos por el nuevo liderazgo en Moscú bajo Mijaíl Gorbachov. La respuesta inicial de Checoslovaquia (1985-1987) a las tendencias reformistas en la Unión Soviética se centró en expresar el apoyo público a los nuevos programas de Gorbachov mientras evitaba firmemente la introducción de programas similares dentro de Checoslovaquia. En abril de 1987, Husák finalmente anunció un tímido programa de reforma a partir de 1991, pero ya era demasiado tarde.

## Personas
Una característica notable del liderazgo de KSČ bajo Husák fue la ausencia de cambios significativos en el personal. La estabilidad del liderazgo a fines de la década de 1970 y la primera mitad de la década de 1980 podría atribuirse no a la unanimidad en la opinión política, sino más bien al compromiso práctico entre diferentes facciones que competían por conservar sus posiciones de liderazgo. El liderazgo de Husák, entonces, no se basó en ninguna habilidad que pudiera haber tenido para reunir opiniones, sino más bien en su habilidad para asegurar consensos que estaban en el interés mutuo de una coalición de líderes del partido. Después de la invasión de 1968, Husák gobernó con éxito lo que era esencialmente una coalición de facciones conservadoras y de línea dura dentro de la cúpula del partido.

## Objetivos
Los objetivos oficiales de la normalización (en el sentido más estricto) eran la restauración del gobierno firme del KSČ y el restablecimiento de la posición de Checoslovaquia en el bloque socialista. Su resultado, sin embargo, fue un ambiente político que puso énfasis primordial en el mantenimiento de un liderazgo estable del partido y su estricto control sobre la población.

## Reacciones
La ausencia de apoyo popular al liderazgo de Husák fue una reacción inevitable a las políticas represivas instituidas durante el proceso de normalización. Los primeros esfuerzos posteriores a la invasión para mantener vivo el espíritu de la Primavera de Praga fueron anulados a través de una serie de juicios por subversión en 1972 que condujeron a sentencias de cárcel que oscilaron entre nueve meses y seis años y medio para los líderes de la oposición. Los ciudadanos checoslovacos mayores de quince años debían llevar una pequeña libreta roja de identificación que contenía una gran cantidad de información sobre el individuo y varias páginas para ser selladas por empleadores, funcionarios de salud y otras autoridades. Todos los ciudadanos también tenían archivos permanentes en la oficina de su comité de barrio del KSČ local, otro en su lugar de trabajo y otro en el Ministerio del Interior.
Las actitudes más comunes hacia la actividad política desde la invasión del Pacto de Varsovia en 1968 han sido la apatía, la pasividad y el escapismo. En su mayor parte, los ciudadanos de Checoslovaquia se retiraron de la preocupación política pública durante la década de 1970 para dedicarse a los placeres privados del consumismo. Los individuos buscaban los bienes materiales que permanecían disponibles durante la década de 1970, como automóviles nuevos, casas de campo, electrodomésticos y acceso a eventos deportivos y de entretenimiento. Mientras se cumplieran estas demandas de los consumidores, la población en su mayor parte toleró el clima político estancado.
Otro síntoma del malestar político durante la década de 1970 fue la aparición de diversas formas de comportamiento antisocial. Según los informes, los hurtos menores y la destrucción sin sentido de la propiedad pública estaban generalizados. El alcoholismo, ya en niveles que alarmaron a los funcionarios, aumentó; el ausentismo y la disminución de la disciplina de los trabajadores afectaron la productividad; y la emigración, máxima expresión de la alienación, superó los 100.000 durante la década de 1970.

## Neonormalización
Los filósofos checos Václav Bělohradský y Stanislav Komárek utilizan el término "neonormalización" (neonormalizace) para una etapa de la sociedad checa en el período poscomunista, que se compara con el letargo y la hipocresía de los años setenta y ochenta.
Bělohradský en su libro Společnost nevolnosti (Slon, 2007) llama "neonormalización" a la dirección desde 1992 en la que todas las opiniones alternativas son desplazadas, una cultura se convierte en la basura de los artistas, luego se bloquea la profundización de la democracia, el espacio público está infestado de La ideología de derecha y la República Checa participaron en todo tipo de guerras nefastas.
Komárek, filósofo y biólogo, en muchos de sus artículos desde 2006 populariza su opinión de que en ciertas etapas del desarrollo de la sociedad, el aspecto administrativo y formalista (o el "poder de los mediocres") pesa más que el sentido común, la creatividad y la utilidad. La presión por la conformidad aumenta intensamente y todos se ven obligados a "vender su alma" para mantenerse al día en las estructuras sociales. Este período neonormalista en la República Checa está comenzando "después de 20 años de libertad", es decir, alrededor del año 2010, en opinión de Komárek.
Este término es discutido y utilizado por muchos otros autores.